# Оскар Пано
Оскар Роберто Пано е аржентински шахматист, международен гросмайстор от 1955 г. През април 2008 г. има ЕЛО коефициент от 2429. Той е първият шахматист от Южна Америка, влязъл в световния елит.

## Шахматна кариера
|   | a | b | c | d | e | f | g | h |   |
| 8 | черен топ на бяло поле a8 · черен офицер на бяло поле c8 · черна дама на черно поле d8 · черен топ на черно поле f8 · черен цар на бяло поле g8 · черна пешка на бяло поле b7 · черна пешка на черно поле c7 · черна пешка на черно поле e7 · черна пешка на бяло поле f7 · черен офицер на черно поле g7 · черна пешка на бяло поле h7 · черна пешка на бяло поле a6 · черен кон на бяло поле c6 · черна пешка на черно поле d6 · черен кон на черно поле f6 · черна пешка на бяло поле g6 · бяла пешка на бяло поле c4 · бяла пешка на черно поле d4 · бял кон на черно поле c3 · бял кон на бяло поле f3 · бяла пешка на черно поле g3 · бяла пешка на бяло поле a2 · бяла пешка на черно поле b2 · бяла пешка на бяло поле e2 · бяла пешка на черно поле f2 · бял офицер на бяло поле g2 · бяла пешка на черно поле h2 · бял топ на черно поле a1 · бял офицер на черно поле c1 · бяла дама на бяло поле d1 · бял топ на бяло поле f1 · бял цар на черно поле g1 · бял топ на бяло поле h1 | черен топ на бяло поле a8 · черен офицер на бяло поле c8 · черна дама на черно поле d8 · черен топ на черно поле f8 · черен цар на бяло поле g8 · черна пешка на бяло поле b7 · черна пешка на черно поле c7 · черна пешка на черно поле e7 · черна пешка на бяло поле f7 · черен офицер на черно поле g7 · черна пешка на бяло поле h7 · черна пешка на бяло поле a6 · черен кон на бяло поле c6 · черна пешка на черно поле d6 · черен кон на черно поле f6 · черна пешка на бяло поле g6 · бяла пешка на бяло поле c4 · бяла пешка на черно поле d4 · бял кон на черно поле c3 · бял кон на бяло поле f3 · бяла пешка на черно поле g3 · бяла пешка на бяло поле a2 · бяла пешка на черно поле b2 · бяла пешка на бяло поле e2 · бяла пешка на черно поле f2 · бял офицер на бяло поле g2 · бяла пешка на черно поле h2 · бял топ на черно поле a1 · бял офицер на черно поле c1 · бяла дама на бяло поле d1 · бял топ на бяло поле f1 · бял цар на черно поле g1 · бял топ на бяло поле h1 | черен топ на бяло поле a8 · черен офицер на бяло поле c8 · черна дама на черно поле d8 · черен топ на черно поле f8 · черен цар на бяло поле g8 · черна пешка на бяло поле b7 · черна пешка на черно поле c7 · черна пешка на черно поле e7 · черна пешка на бяло поле f7 · черен офицер на черно поле g7 · черна пешка на бяло поле h7 · черна пешка на бяло поле a6 · черен кон на бяло поле c6 · черна пешка на черно поле d6 · черен кон на черно поле f6 · черна пешка на бяло поле g6 · бяла пешка на бяло поле c4 · бяла пешка на черно поле d4 · бял кон на черно поле c3 · бял кон на бяло поле f3 · бяла пешка на черно поле g3 · бяла пешка на бяло поле a2 · бяла пешка на черно поле b2 · бяла пешка на бяло поле e2 · бяла пешка на черно поле f2 · бял офицер на бяло поле g2 · бяла пешка на черно поле h2 · бял топ на черно поле a1 · бял офицер на черно поле c1 · бяла дама на бяло поле d1 · бял топ на бяло поле f1 · бял цар на черно поле g1 · бял топ на бяло поле h1 | черен топ на бяло поле a8 · черен офицер на бяло поле c8 · черна дама на черно поле d8 · черен топ на черно поле f8 · черен цар на бяло поле g8 · черна пешка на бяло поле b7 · черна пешка на черно поле c7 · черна пешка на черно поле e7 · черна пешка на бяло поле f7 · черен офицер на черно поле g7 · черна пешка на бяло поле h7 · черна пешка на бяло поле a6 · черен кон на бяло поле c6 · черна пешка на черно поле d6 · черен кон на черно поле f6 · черна пешка на бяло поле g6 · бяла пешка на бяло поле c4 · бяла пешка на черно поле d4 · бял кон на черно поле c3 · бял кон на бяло поле f3 · бяла пешка на черно поле g3 · бяла пешка на бяло поле a2 · бяла пешка на черно поле b2 · бяла пешка на бяло поле e2 · бяла пешка на черно поле f2 · бял офицер на бяло поле g2 · бяла пешка на черно поле h2 · бял топ на черно поле a1 · бял офицер на черно поле c1 · бяла дама на бяло поле d1 · бял топ на бяло поле f1 · бял цар на черно поле g1 · бял топ на бяло поле h1 | черен топ на бяло поле a8 · черен офицер на бяло поле c8 · черна дама на черно поле d8 · черен топ на черно поле f8 · черен цар на бяло поле g8 · черна пешка на бяло поле b7 · черна пешка на черно поле c7 · черна пешка на черно поле e7 · черна пешка на бяло поле f7 · черен офицер на черно поле g7 · черна пешка на бяло поле h7 · черна пешка на бяло поле a6 · черен кон на бяло поле c6 · черна пешка на черно поле d6 · черен кон на черно поле f6 · черна пешка на бяло поле g6 · бяла пешка на бяло поле c4 · бяла пешка на черно поле d4 · бял кон на черно поле c3 · бял кон на бяло поле f3 · бяла пешка на черно поле g3 · бяла пешка на бяло поле a2 · бяла пешка на черно поле b2 · бяла пешка на бяло поле e2 · бяла пешка на черно поле f2 · бял офицер на бяло поле g2 · бяла пешка на черно поле h2 · бял топ на черно поле a1 · бял офицер на черно поле c1 · бяла дама на бяло поле d1 · бял топ на бяло поле f1 · бял цар на черно поле g1 · бял топ на бяло поле h1 | черен топ на бяло поле a8 · черен офицер на бяло поле c8 · черна дама на черно поле d8 · черен топ на черно поле f8 · черен цар на бяло поле g8 · черна пешка на бяло поле b7 · черна пешка на черно поле c7 · черна пешка на черно поле e7 · черна пешка на бяло поле f7 · черен офицер на черно поле g7 · черна пешка на бяло поле h7 · черна пешка на бяло поле a6 · черен кон на бяло поле c6 · черна пешка на черно поле d6 · черен кон на черно поле f6 · черна пешка на бяло поле g6 · бяла пешка на бяло поле c4 · бяла пешка на черно поле d4 · бял кон на черно поле c3 · бял кон на бяло поле f3 · бяла пешка на черно поле g3 · бяла пешка на бяло поле a2 · бяла пешка на черно поле b2 · бяла пешка на бяло поле e2 · бяла пешка на черно поле f2 · бял офицер на бяло поле g2 · бяла пешка на черно поле h2 · бял топ на черно поле a1 · бял офицер на черно поле c1 · бяла дама на бяло поле d1 · бял топ на бяло поле f1 · бял цар на черно поле g1 · бял топ на бяло поле h1 | черен топ на бяло поле a8 · черен офицер на бяло поле c8 · черна дама на черно поле d8 · черен топ на черно поле f8 · черен цар на бяло поле g8 · черна пешка на бяло поле b7 · черна пешка на черно поле c7 · черна пешка на черно поле e7 · черна пешка на бяло поле f7 · черен офицер на черно поле g7 · черна пешка на бяло поле h7 · черна пешка на бяло поле a6 · черен кон на бяло поле c6 · черна пешка на черно поле d6 · черен кон на черно поле f6 · черна пешка на бяло поле g6 · бяла пешка на бяло поле c4 · бяла пешка на черно поле d4 · бял кон на черно поле c3 · бял кон на бяло поле f3 · бяла пешка на черно поле g3 · бяла пешка на бяло поле a2 · бяла пешка на черно поле b2 · бяла пешка на бяло поле e2 · бяла пешка на черно поле f2 · бял офицер на бяло поле g2 · бяла пешка на черно поле h2 · бял топ на черно поле a1 · бял офицер на черно поле c1 · бяла дама на бяло поле d1 · бял топ на бяло поле f1 · бял цар на черно поле g1 · бял топ на бяло поле h1 | черен топ на бяло поле a8 · черен офицер на бяло поле c8 · черна дама на черно поле d8 · черен топ на черно поле f8 · черен цар на бяло поле g8 · черна пешка на бяло поле b7 · черна пешка на черно поле c7 · черна пешка на черно поле e7 · черна пешка на бяло поле f7 · черен офицер на черно поле g7 · черна пешка на бяло поле h7 · черна пешка на бяло поле a6 · черен кон на бяло поле c6 · черна пешка на черно поле d6 · черен кон на черно поле f6 · черна пешка на бяло поле g6 · бяла пешка на бяло поле c4 · бяла пешка на черно поле d4 · бял кон на черно поле c3 · бял кон на бяло поле f3 · бяла пешка на черно поле g3 · бяла пешка на бяло поле a2 · бяла пешка на черно поле b2 · бяла пешка на бяло поле e2 · бяла пешка на черно поле f2 · бял офицер на бяло поле g2 · бяла пешка на черно поле h2 · бял топ на черно поле a1 · бял офицер на черно поле c1 · бяла дама на бяло поле d1 · бял топ на бяло поле f1 · бял цар на черно поле g1 · бял топ на бяло поле h1 | 8 |
| 7 | черен топ на бяло поле a8 · черен офицер на бяло поле c8 · черна дама на черно поле d8 · черен топ на черно поле f8 · черен цар на бяло поле g8 · черна пешка на бяло поле b7 · черна пешка на черно поле c7 · черна пешка на черно поле e7 · черна пешка на бяло поле f7 · черен офицер на черно поле g7 · черна пешка на бяло поле h7 · черна пешка на бяло поле a6 · черен кон на бяло поле c6 · черна пешка на черно поле d6 · черен кон на черно поле f6 · черна пешка на бяло поле g6 · бяла пешка на бяло поле c4 · бяла пешка на черно поле d4 · бял кон на черно поле c3 · бял кон на бяло поле f3 · бяла пешка на черно поле g3 · бяла пешка на бяло поле a2 · бяла пешка на черно поле b2 · бяла пешка на бяло поле e2 · бяла пешка на черно поле f2 · бял офицер на бяло поле g2 · бяла пешка на черно поле h2 · бял топ на черно поле a1 · бял офицер на черно поле c1 · бяла дама на бяло поле d1 · бял топ на бяло поле f1 · бял цар на черно поле g1 · бял топ на бяло поле h1 | черен топ на бяло поле a8 · черен офицер на бяло поле c8 · черна дама на черно поле d8 · черен топ на черно поле f8 · черен цар на бяло поле g8 · черна пешка на бяло поле b7 · черна пешка на черно поле c7 · черна пешка на черно поле e7 · черна пешка на бяло поле f7 · черен офицер на черно поле g7 · черна пешка на бяло поле h7 · черна пешка на бяло поле a6 · черен кон на бяло поле c6 · черна пешка на черно поле d6 · черен кон на черно поле f6 · черна пешка на бяло поле g6 · бяла пешка на бяло поле c4 · бяла пешка на черно поле d4 · бял кон на черно поле c3 · бял кон на бяло поле f3 · бяла пешка на черно поле g3 · бяла пешка на бяло поле a2 · бяла пешка на черно поле b2 · бяла пешка на бяло поле e2 · бяла пешка на черно поле f2 · бял офицер на бяло поле g2 · бяла пешка на черно поле h2 · бял топ на черно поле a1 · бял офицер на черно поле c1 · бяла дама на бяло поле d1 · бял топ на бяло поле f1 · бял цар на черно поле g1 · бял топ на бяло поле h1 | черен топ на бяло поле a8 · черен офицер на бяло поле c8 · черна дама на черно поле d8 · черен топ на черно поле f8 · черен цар на бяло поле g8 · черна пешка на бяло поле b7 · черна пешка на черно поле c7 · черна пешка на черно поле e7 · черна пешка на бяло поле f7 · черен офицер на черно поле g7 · черна пешка на бяло поле h7 · черна пешка на бяло поле a6 · черен кон на бяло поле c6 · черна пешка на черно поле d6 · черен кон на черно поле f6 · черна пешка на бяло поле g6 · бяла пешка на бяло поле c4 · бяла пешка на черно поле d4 · бял кон на черно поле c3 · бял кон на бяло поле f3 · бяла пешка на черно поле g3 · бяла пешка на бяло поле a2 · бяла пешка на черно поле b2 · бяла пешка на бяло поле e2 · бяла пешка на черно поле f2 · бял офицер на бяло поле g2 · бяла пешка на черно поле h2 · бял топ на черно поле a1 · бял офицер на черно поле c1 · бяла дама на бяло поле d1 · бял топ на бяло поле f1 · бял цар на черно поле g1 · бял топ на бяло поле h1 | черен топ на бяло поле a8 · черен офицер на бяло поле c8 · черна дама на черно поле d8 · черен топ на черно поле f8 · черен цар на бяло поле g8 · черна пешка на бяло поле b7 · черна пешка на черно поле c7 · черна пешка на черно поле e7 · черна пешка на бяло поле f7 · черен офицер на черно поле g7 · черна пешка на бяло поле h7 · черна пешка на бяло поле a6 · черен кон на бяло поле c6 · черна пешка на черно поле d6 · черен кон на черно поле f6 · черна пешка на бяло поле g6 · бяла пешка на бяло поле c4 · бяла пешка на черно поле d4 · бял кон на черно поле c3 · бял кон на бяло поле f3 · бяла пешка на черно поле g3 · бяла пешка на бяло поле a2 · бяла пешка на черно поле b2 · бяла пешка на бяло поле e2 · бяла пешка на черно поле f2 · бял офицер на бяло поле g2 · бяла пешка на черно поле h2 · бял топ на черно поле a1 · бял офицер на черно поле c1 · бяла дама на бяло поле d1 · бял топ на бяло поле f1 · бял цар на черно поле g1 · бял топ на бяло поле h1 | черен топ на бяло поле a8 · черен офицер на бяло поле c8 · черна дама на черно поле d8 · черен топ на черно поле f8 · черен цар на бяло поле g8 · черна пешка на бяло поле b7 · черна пешка на черно поле c7 · черна пешка на черно поле e7 · черна пешка на бяло поле f7 · черен офицер на черно поле g7 · черна пешка на бяло поле h7 · черна пешка на бяло поле a6 · черен кон на бяло поле c6 · черна пешка на черно поле d6 · черен кон на черно поле f6 · черна пешка на бяло поле g6 · бяла пешка на бяло поле c4 · бяла пешка на черно поле d4 · бял кон на черно поле c3 · бял кон на бяло поле f3 · бяла пешка на черно поле g3 · бяла пешка на бяло поле a2 · бяла пешка на черно поле b2 · бяла пешка на бяло поле e2 · бяла пешка на черно поле f2 · бял офицер на бяло поле g2 · бяла пешка на черно поле h2 · бял топ на черно поле a1 · бял офицер на черно поле c1 · бяла дама на бяло поле d1 · бял топ на бяло поле f1 · бял цар на черно поле g1 · бял топ на бяло поле h1 | черен топ на бяло поле a8 · черен офицер на бяло поле c8 · черна дама на черно поле d8 · черен топ на черно поле f8 · черен цар на бяло поле g8 · черна пешка на бяло поле b7 · черна пешка на черно поле c7 · черна пешка на черно поле e7 · черна пешка на бяло поле f7 · черен офицер на черно поле g7 · черна пешка на бяло поле h7 · черна пешка на бяло поле a6 · черен кон на бяло поле c6 · черна пешка на черно поле d6 · черен кон на черно поле f6 · черна пешка на бяло поле g6 · бяла пешка на бяло поле c4 · бяла пешка на черно поле d4 · бял кон на черно поле c3 · бял кон на бяло поле f3 · бяла пешка на черно поле g3 · бяла пешка на бяло поле a2 · бяла пешка на черно поле b2 · бяла пешка на бяло поле e2 · бяла пешка на черно поле f2 · бял офицер на бяло поле g2 · бяла пешка на черно поле h2 · бял топ на черно поле a1 · бял офицер на черно поле c1 · бяла дама на бяло поле d1 · бял топ на бяло поле f1 · бял цар на черно поле g1 · бял топ на бяло поле h1 | черен топ на бяло поле a8 · черен офицер на бяло поле c8 · черна дама на черно поле d8 · черен топ на черно поле f8 · черен цар на бяло поле g8 · черна пешка на бяло поле b7 · черна пешка на черно поле c7 · черна пешка на черно поле e7 · черна пешка на бяло поле f7 · черен офицер на черно поле g7 · черна пешка на бяло поле h7 · черна пешка на бяло поле a6 · черен кон на бяло поле c6 · черна пешка на черно поле d6 · черен кон на черно поле f6 · черна пешка на бяло поле g6 · бяла пешка на бяло поле c4 · бяла пешка на черно поле d4 · бял кон на черно поле c3 · бял кон на бяло поле f3 · бяла пешка на черно поле g3 · бяла пешка на бяло поле a2 · бяла пешка на черно поле b2 · бяла пешка на бяло поле e2 · бяла пешка на черно поле f2 · бял офицер на бяло поле g2 · бяла пешка на черно поле h2 · бял топ на черно поле a1 · бял офицер на черно поле c1 · бяла дама на бяло поле d1 · бял топ на бяло поле f1 · бял цар на черно поле g1 · бял топ на бяло поле h1 | черен топ на бяло поле a8 · черен офицер на бяло поле c8 · черна дама на черно поле d8 · черен топ на черно поле f8 · черен цар на бяло поле g8 · черна пешка на бяло поле b7 · черна пешка на черно поле c7 · черна пешка на черно поле e7 · черна пешка на бяло поле f7 · черен офицер на черно поле g7 · черна пешка на бяло поле h7 · черна пешка на бяло поле a6 · черен кон на бяло поле c6 · черна пешка на черно поле d6 · черен кон на черно поле f6 · черна пешка на бяло поле g6 · бяла пешка на бяло поле c4 · бяла пешка на черно поле d4 · бял кон на черно поле c3 · бял кон на бяло поле f3 · бяла пешка на черно поле g3 · бяла пешка на бяло поле a2 · бяла пешка на черно поле b2 · бяла пешка на бяло поле e2 · бяла пешка на черно поле f2 · бял офицер на бяло поле g2 · бяла пешка на черно поле h2 · бял топ на черно поле a1 · бял офицер на черно поле c1 · бяла дама на бяло поле d1 · бял топ на бяло поле f1 · бял цар на черно поле g1 · бял топ на бяло поле h1 | 7 |
| 6 | черен топ на бяло поле a8 · черен офицер на бяло поле c8 · черна дама на черно поле d8 · черен топ на черно поле f8 · черен цар на бяло поле g8 · черна пешка на бяло поле b7 · черна пешка на черно поле c7 · черна пешка на черно поле e7 · черна пешка на бяло поле f7 · черен офицер на черно поле g7 · черна пешка на бяло поле h7 · черна пешка на бяло поле a6 · черен кон на бяло поле c6 · черна пешка на черно поле d6 · черен кон на черно поле f6 · черна пешка на бяло поле g6 · бяла пешка на бяло поле c4 · бяла пешка на черно поле d4 · бял кон на черно поле c3 · бял кон на бяло поле f3 · бяла пешка на черно поле g3 · бяла пешка на бяло поле a2 · бяла пешка на черно поле b2 · бяла пешка на бяло поле e2 · бяла пешка на черно поле f2 · бял офицер на бяло поле g2 · бяла пешка на черно поле h2 · бял топ на черно поле a1 · бял офицер на черно поле c1 · бяла дама на бяло поле d1 · бял топ на бяло поле f1 · бял цар на черно поле g1 · бял топ на бяло поле h1 | черен топ на бяло поле a8 · черен офицер на бяло поле c8 · черна дама на черно поле d8 · черен топ на черно поле f8 · черен цар на бяло поле g8 · черна пешка на бяло поле b7 · черна пешка на черно поле c7 · черна пешка на черно поле e7 · черна пешка на бяло поле f7 · черен офицер на черно поле g7 · черна пешка на бяло поле h7 · черна пешка на бяло поле a6 · черен кон на бяло поле c6 · черна пешка на черно поле d6 · черен кон на черно поле f6 · черна пешка на бяло поле g6 · бяла пешка на бяло поле c4 · бяла пешка на черно поле d4 · бял кон на черно поле c3 · бял кон на бяло поле f3 · бяла пешка на черно поле g3 · бяла пешка на бяло поле a2 · бяла пешка на черно поле b2 · бяла пешка на бяло поле e2 · бяла пешка на черно поле f2 · бял офицер на бяло поле g2 · бяла пешка на черно поле h2 · бял топ на черно поле a1 · бял офицер на черно поле c1 · бяла дама на бяло поле d1 · бял топ на бяло поле f1 · бял цар на черно поле g1 · бял топ на бяло поле h1 | черен топ на бяло поле a8 · черен офицер на бяло поле c8 · черна дама на черно поле d8 · черен топ на черно поле f8 · черен цар на бяло поле g8 · черна пешка на бяло поле b7 · черна пешка на черно поле c7 · черна пешка на черно поле e7 · черна пешка на бяло поле f7 · черен офицер на черно поле g7 · черна пешка на бяло поле h7 · черна пешка на бяло поле a6 · черен кон на бяло поле c6 · черна пешка на черно поле d6 · черен кон на черно поле f6 · черна пешка на бяло поле g6 · бяла пешка на бяло поле c4 · бяла пешка на черно поле d4 · бял кон на черно поле c3 · бял кон на бяло поле f3 · бяла пешка на черно поле g3 · бяла пешка на бяло поле a2 · бяла пешка на черно поле b2 · бяла пешка на бяло поле e2 · бяла пешка на черно поле f2 · бял офицер на бяло поле g2 · бяла пешка на черно поле h2 · бял топ на черно поле a1 · бял офицер на черно поле c1 · бяла дама на бяло поле d1 · бял топ на бяло поле f1 · бял цар на черно поле g1 · бял топ на бяло поле h1 | черен топ на бяло поле a8 · черен офицер на бяло поле c8 · черна дама на черно поле d8 · черен топ на черно поле f8 · черен цар на бяло поле g8 · черна пешка на бяло поле b7 · черна пешка на черно поле c7 · черна пешка на черно поле e7 · черна пешка на бяло поле f7 · черен офицер на черно поле g7 · черна пешка на бяло поле h7 · черна пешка на бяло поле a6 · черен кон на бяло поле c6 · черна пешка на черно поле d6 · черен кон на черно поле f6 · черна пешка на бяло поле g6 · бяла пешка на бяло поле c4 · бяла пешка на черно поле d4 · бял кон на черно поле c3 · бял кон на бяло поле f3 · бяла пешка на черно поле g3 · бяла пешка на бяло поле a2 · бяла пешка на черно поле b2 · бяла пешка на бяло поле e2 · бяла пешка на черно поле f2 · бял офицер на бяло поле g2 · бяла пешка на черно поле h2 · бял топ на черно поле a1 · бял офицер на черно поле c1 · бяла дама на бяло поле d1 · бял топ на бяло поле f1 · бял цар на черно поле g1 · бял топ на бяло поле h1 | черен топ на бяло поле a8 · черен офицер на бяло поле c8 · черна дама на черно поле d8 · черен топ на черно поле f8 · черен цар на бяло поле g8 · черна пешка на бяло поле b7 · черна пешка на черно поле c7 · черна пешка на черно поле e7 · черна пешка на бяло поле f7 · черен офицер на черно поле g7 · черна пешка на бяло поле h7 · черна пешка на бяло поле a6 · черен кон на бяло поле c6 · черна пешка на черно поле d6 · черен кон на черно поле f6 · черна пешка на бяло поле g6 · бяла пешка на бяло поле c4 · бяла пешка на черно поле d4 · бял кон на черно поле c3 · бял кон на бяло поле f3 · бяла пешка на черно поле g3 · бяла пешка на бяло поле a2 · бяла пешка на черно поле b2 · бяла пешка на бяло поле e2 · бяла пешка на черно поле f2 · бял офицер на бяло поле g2 · бяла пешка на черно поле h2 · бял топ на черно поле a1 · бял офицер на черно поле c1 · бяла дама на бяло поле d1 · бял топ на бяло поле f1 · бял цар на черно поле g1 · бял топ на бяло поле h1 | черен топ на бяло поле a8 · черен офицер на бяло поле c8 · черна дама на черно поле d8 · черен топ на черно поле f8 · черен цар на бяло поле g8 · черна пешка на бяло поле b7 · черна пешка на черно поле c7 · черна пешка на черно поле e7 · черна пешка на бяло поле f7 · черен офицер на черно поле g7 · черна пешка на бяло поле h7 · черна пешка на бяло поле a6 · черен кон на бяло поле c6 · черна пешка на черно поле d6 · черен кон на черно поле f6 · черна пешка на бяло поле g6 · бяла пешка на бяло поле c4 · бяла пешка на черно поле d4 · бял кон на черно поле c3 · бял кон на бяло поле f3 · бяла пешка на черно поле g3 · бяла пешка на бяло поле a2 · бяла пешка на черно поле b2 · бяла пешка на бяло поле e2 · бяла пешка на черно поле f2 · бял офицер на бяло поле g2 · бяла пешка на черно поле h2 · бял топ на черно поле a1 · бял офицер на черно поле c1 · бяла дама на бяло поле d1 · бял топ на бяло поле f1 · бял цар на черно поле g1 · бял топ на бяло поле h1 | черен топ на бяло поле a8 · черен офицер на бяло поле c8 · черна дама на черно поле d8 · черен топ на черно поле f8 · черен цар на бяло поле g8 · черна пешка на бяло поле b7 · черна пешка на черно поле c7 · черна пешка на черно поле e7 · черна пешка на бяло поле f7 · черен офицер на черно поле g7 · черна пешка на бяло поле h7 · черна пешка на бяло поле a6 · черен кон на бяло поле c6 · черна пешка на черно поле d6 · черен кон на черно поле f6 · черна пешка на бяло поле g6 · бяла пешка на бяло поле c4 · бяла пешка на черно поле d4 · бял кон на черно поле c3 · бял кон на бяло поле f3 · бяла пешка на черно поле g3 · бяла пешка на бяло поле a2 · бяла пешка на черно поле b2 · бяла пешка на бяло поле e2 · бяла пешка на черно поле f2 · бял офицер на бяло поле g2 · бяла пешка на черно поле h2 · бял топ на черно поле a1 · бял офицер на черно поле c1 · бяла дама на бяло поле d1 · бял топ на бяло поле f1 · бял цар на черно поле g1 · бял топ на бяло поле h1 | черен топ на бяло поле a8 · черен офицер на бяло поле c8 · черна дама на черно поле d8 · черен топ на черно поле f8 · черен цар на бяло поле g8 · черна пешка на бяло поле b7 · черна пешка на черно поле c7 · черна пешка на черно поле e7 · черна пешка на бяло поле f7 · черен офицер на черно поле g7 · черна пешка на бяло поле h7 · черна пешка на бяло поле a6 · черен кон на бяло поле c6 · черна пешка на черно поле d6 · черен кон на черно поле f6 · черна пешка на бяло поле g6 · бяла пешка на бяло поле c4 · бяла пешка на черно поле d4 · бял кон на черно поле c3 · бял кон на бяло поле f3 · бяла пешка на черно поле g3 · бяла пешка на бяло поле a2 · бяла пешка на черно поле b2 · бяла пешка на бяло поле e2 · бяла пешка на черно поле f2 · бял офицер на бяло поле g2 · бяла пешка на черно поле h2 · бял топ на черно поле a1 · бял офицер на черно поле c1 · бяла дама на бяло поле d1 · бял топ на бяло поле f1 · бял цар на черно поле g1 · бял топ на бяло поле h1 | 6 |
| 5 | черен топ на бяло поле a8 · черен офицер на бяло поле c8 · черна дама на черно поле d8 · черен топ на черно поле f8 · черен цар на бяло поле g8 · черна пешка на бяло поле b7 · черна пешка на черно поле c7 · черна пешка на черно поле e7 · черна пешка на бяло поле f7 · черен офицер на черно поле g7 · черна пешка на бяло поле h7 · черна пешка на бяло поле a6 · черен кон на бяло поле c6 · черна пешка на черно поле d6 · черен кон на черно поле f6 · черна пешка на бяло поле g6 · бяла пешка на бяло поле c4 · бяла пешка на черно поле d4 · бял кон на черно поле c3 · бял кон на бяло поле f3 · бяла пешка на черно поле g3 · бяла пешка на бяло поле a2 · бяла пешка на черно поле b2 · бяла пешка на бяло поле e2 · бяла пешка на черно поле f2 · бял офицер на бяло поле g2 · бяла пешка на черно поле h2 · бял топ на черно поле a1 · бял офицер на черно поле c1 · бяла дама на бяло поле d1 · бял топ на бяло поле f1 · бял цар на черно поле g1 · бял топ на бяло поле h1 | черен топ на бяло поле a8 · черен офицер на бяло поле c8 · черна дама на черно поле d8 · черен топ на черно поле f8 · черен цар на бяло поле g8 · черна пешка на бяло поле b7 · черна пешка на черно поле c7 · черна пешка на черно поле e7 · черна пешка на бяло поле f7 · черен офицер на черно поле g7 · черна пешка на бяло поле h7 · черна пешка на бяло поле a6 · черен кон на бяло поле c6 · черна пешка на черно поле d6 · черен кон на черно поле f6 · черна пешка на бяло поле g6 · бяла пешка на бяло поле c4 · бяла пешка на черно поле d4 · бял кон на черно поле c3 · бял кон на бяло поле f3 · бяла пешка на черно поле g3 · бяла пешка на бяло поле a2 · бяла пешка на черно поле b2 · бяла пешка на бяло поле e2 · бяла пешка на черно поле f2 · бял офицер на бяло поле g2 · бяла пешка на черно поле h2 · бял топ на черно поле a1 · бял офицер на черно поле c1 · бяла дама на бяло поле d1 · бял топ на бяло поле f1 · бял цар на черно поле g1 · бял топ на бяло поле h1 | черен топ на бяло поле a8 · черен офицер на бяло поле c8 · черна дама на черно поле d8 · черен топ на черно поле f8 · черен цар на бяло поле g8 · черна пешка на бяло поле b7 · черна пешка на черно поле c7 · черна пешка на черно поле e7 · черна пешка на бяло поле f7 · черен офицер на черно поле g7 · черна пешка на бяло поле h7 · черна пешка на бяло поле a6 · черен кон на бяло поле c6 · черна пешка на черно поле d6 · черен кон на черно поле f6 · черна пешка на бяло поле g6 · бяла пешка на бяло поле c4 · бяла пешка на черно поле d4 · бял кон на черно поле c3 · бял кон на бяло поле f3 · бяла пешка на черно поле g3 · бяла пешка на бяло поле a2 · бяла пешка на черно поле b2 · бяла пешка на бяло поле e2 · бяла пешка на черно поле f2 · бял офицер на бяло поле g2 · бяла пешка на черно поле h2 · бял топ на черно поле a1 · бял офицер на черно поле c1 · бяла дама на бяло поле d1 · бял топ на бяло поле f1 · бял цар на черно поле g1 · бял топ на бяло поле h1 | черен топ на бяло поле a8 · черен офицер на бяло поле c8 · черна дама на черно поле d8 · черен топ на черно поле f8 · черен цар на бяло поле g8 · черна пешка на бяло поле b7 · черна пешка на черно поле c7 · черна пешка на черно поле e7 · черна пешка на бяло поле f7 · черен офицер на черно поле g7 · черна пешка на бяло поле h7 · черна пешка на бяло поле a6 · черен кон на бяло поле c6 · черна пешка на черно поле d6 · черен кон на черно поле f6 · черна пешка на бяло поле g6 · бяла пешка на бяло поле c4 · бяла пешка на черно поле d4 · бял кон на черно поле c3 · бял кон на бяло поле f3 · бяла пешка на черно поле g3 · бяла пешка на бяло поле a2 · бяла пешка на черно поле b2 · бяла пешка на бяло поле e2 · бяла пешка на черно поле f2 · бял офицер на бяло поле g2 · бяла пешка на черно поле h2 · бял топ на черно поле a1 · бял офицер на черно поле c1 · бяла дама на бяло поле d1 · бял топ на бяло поле f1 · бял цар на черно поле g1 · бял топ на бяло поле h1 | черен топ на бяло поле a8 · черен офицер на бяло поле c8 · черна дама на черно поле d8 · черен топ на черно поле f8 · черен цар на бяло поле g8 · черна пешка на бяло поле b7 · черна пешка на черно поле c7 · черна пешка на черно поле e7 · черна пешка на бяло поле f7 · черен офицер на черно поле g7 · черна пешка на бяло поле h7 · черна пешка на бяло поле a6 · черен кон на бяло поле c6 · черна пешка на черно поле d6 · черен кон на черно поле f6 · черна пешка на бяло поле g6 · бяла пешка на бяло поле c4 · бяла пешка на черно поле d4 · бял кон на черно поле c3 · бял кон на бяло поле f3 · бяла пешка на черно поле g3 · бяла пешка на бяло поле a2 · бяла пешка на черно поле b2 · бяла пешка на бяло поле e2 · бяла пешка на черно поле f2 · бял офицер на бяло поле g2 · бяла пешка на черно поле h2 · бял топ на черно поле a1 · бял офицер на черно поле c1 · бяла дама на бяло поле d1 · бял топ на бяло поле f1 · бял цар на черно поле g1 · бял топ на бяло поле h1 | черен топ на бяло поле a8 · черен офицер на бяло поле c8 · черна дама на черно поле d8 · черен топ на черно поле f8 · черен цар на бяло поле g8 · черна пешка на бяло поле b7 · черна пешка на черно поле c7 · черна пешка на черно поле e7 · черна пешка на бяло поле f7 · черен офицер на черно поле g7 · черна пешка на бяло поле h7 · черна пешка на бяло поле a6 · черен кон на бяло поле c6 · черна пешка на черно поле d6 · черен кон на черно поле f6 · черна пешка на бяло поле g6 · бяла пешка на бяло поле c4 · бяла пешка на черно поле d4 · бял кон на черно поле c3 · бял кон на бяло поле f3 · бяла пешка на черно поле g3 · бяла пешка на бяло поле a2 · бяла пешка на черно поле b2 · бяла пешка на бяло поле e2 · бяла пешка на черно поле f2 · бял офицер на бяло поле g2 · бяла пешка на черно поле h2 · бял топ на черно поле a1 · бял офицер на черно поле c1 · бяла дама на бяло поле d1 · бял топ на бяло поле f1 · бял цар на черно поле g1 · бял топ на бяло поле h1 | черен топ на бяло поле a8 · черен офицер на бяло поле c8 · черна дама на черно поле d8 · черен топ на черно поле f8 · черен цар на бяло поле g8 · черна пешка на бяло поле b7 · черна пешка на черно поле c7 · черна пешка на черно поле e7 · черна пешка на бяло поле f7 · черен офицер на черно поле g7 · черна пешка на бяло поле h7 · черна пешка на бяло поле a6 · черен кон на бяло поле c6 · черна пешка на черно поле d6 · черен кон на черно поле f6 · черна пешка на бяло поле g6 · бяла пешка на бяло поле c4 · бяла пешка на черно поле d4 · бял кон на черно поле c3 · бял кон на бяло поле f3 · бяла пешка на черно поле g3 · бяла пешка на бяло поле a2 · бяла пешка на черно поле b2 · бяла пешка на бяло поле e2 · бяла пешка на черно поле f2 · бял офицер на бяло поле g2 · бяла пешка на черно поле h2 · бял топ на черно поле a1 · бял офицер на черно поле c1 · бяла дама на бяло поле d1 · бял топ на бяло поле f1 · бял цар на черно поле g1 · бял топ на бяло поле h1 | черен топ на бяло поле a8 · черен офицер на бяло поле c8 · черна дама на черно поле d8 · черен топ на черно поле f8 · черен цар на бяло поле g8 · черна пешка на бяло поле b7 · черна пешка на черно поле c7 · черна пешка на черно поле e7 · черна пешка на бяло поле f7 · черен офицер на черно поле g7 · черна пешка на бяло поле h7 · черна пешка на бяло поле a6 · черен кон на бяло поле c6 · черна пешка на черно поле d6 · черен кон на черно поле f6 · черна пешка на бяло поле g6 · бяла пешка на бяло поле c4 · бяла пешка на черно поле d4 · бял кон на черно поле c3 · бял кон на бяло поле f3 · бяла пешка на черно поле g3 · бяла пешка на бяло поле a2 · бяла пешка на черно поле b2 · бяла пешка на бяло поле e2 · бяла пешка на черно поле f2 · бял офицер на бяло поле g2 · бяла пешка на черно поле h2 · бял топ на черно поле a1 · бял офицер на черно поле c1 · бяла дама на бяло поле d1 · бял топ на бяло поле f1 · бял цар на черно поле g1 · бял топ на бяло поле h1 | 5 |
| 4 | черен топ на бяло поле a8 · черен офицер на бяло поле c8 · черна дама на черно поле d8 · черен топ на черно поле f8 · черен цар на бяло поле g8 · черна пешка на бяло поле b7 · черна пешка на черно поле c7 · черна пешка на черно поле e7 · черна пешка на бяло поле f7 · черен офицер на черно поле g7 · черна пешка на бяло поле h7 · черна пешка на бяло поле a6 · черен кон на бяло поле c6 · черна пешка на черно поле d6 · черен кон на черно поле f6 · черна пешка на бяло поле g6 · бяла пешка на бяло поле c4 · бяла пешка на черно поле d4 · бял кон на черно поле c3 · бял кон на бяло поле f3 · бяла пешка на черно поле g3 · бяла пешка на бяло поле a2 · бяла пешка на черно поле b2 · бяла пешка на бяло поле e2 · бяла пешка на черно поле f2 · бял офицер на бяло поле g2 · бяла пешка на черно поле h2 · бял топ на черно поле a1 · бял офицер на черно поле c1 · бяла дама на бяло поле d1 · бял топ на бяло поле f1 · бял цар на черно поле g1 · бял топ на бяло поле h1 | черен топ на бяло поле a8 · черен офицер на бяло поле c8 · черна дама на черно поле d8 · черен топ на черно поле f8 · черен цар на бяло поле g8 · черна пешка на бяло поле b7 · черна пешка на черно поле c7 · черна пешка на черно поле e7 · черна пешка на бяло поле f7 · черен офицер на черно поле g7 · черна пешка на бяло поле h7 · черна пешка на бяло поле a6 · черен кон на бяло поле c6 · черна пешка на черно поле d6 · черен кон на черно поле f6 · черна пешка на бяло поле g6 · бяла пешка на бяло поле c4 · бяла пешка на черно поле d4 · бял кон на черно поле c3 · бял кон на бяло поле f3 · бяла пешка на черно поле g3 · бяла пешка на бяло поле a2 · бяла пешка на черно поле b2 · бяла пешка на бяло поле e2 · бяла пешка на черно поле f2 · бял офицер на бяло поле g2 · бяла пешка на черно поле h2 · бял топ на черно поле a1 · бял офицер на черно поле c1 · бяла дама на бяло поле d1 · бял топ на бяло поле f1 · бял цар на черно поле g1 · бял топ на бяло поле h1 | черен топ на бяло поле a8 · черен офицер на бяло поле c8 · черна дама на черно поле d8 · черен топ на черно поле f8 · черен цар на бяло поле g8 · черна пешка на бяло поле b7 · черна пешка на черно поле c7 · черна пешка на черно поле e7 · черна пешка на бяло поле f7 · черен офицер на черно поле g7 · черна пешка на бяло поле h7 · черна пешка на бяло поле a6 · черен кон на бяло поле c6 · черна пешка на черно поле d6 · черен кон на черно поле f6 · черна пешка на бяло поле g6 · бяла пешка на бяло поле c4 · бяла пешка на черно поле d4 · бял кон на черно поле c3 · бял кон на бяло поле f3 · бяла пешка на черно поле g3 · бяла пешка на бяло поле a2 · бяла пешка на черно поле b2 · бяла пешка на бяло поле e2 · бяла пешка на черно поле f2 · бял офицер на бяло поле g2 · бяла пешка на черно поле h2 · бял топ на черно поле a1 · бял офицер на черно поле c1 · бяла дама на бяло поле d1 · бял топ на бяло поле f1 · бял цар на черно поле g1 · бял топ на бяло поле h1 | черен топ на бяло поле a8 · черен офицер на бяло поле c8 · черна дама на черно поле d8 · черен топ на черно поле f8 · черен цар на бяло поле g8 · черна пешка на бяло поле b7 · черна пешка на черно поле c7 · черна пешка на черно поле e7 · черна пешка на бяло поле f7 · черен офицер на черно поле g7 · черна пешка на бяло поле h7 · черна пешка на бяло поле a6 · черен кон на бяло поле c6 · черна пешка на черно поле d6 · черен кон на черно поле f6 · черна пешка на бяло поле g6 · бяла пешка на бяло поле c4 · бяла пешка на черно поле d4 · бял кон на черно поле c3 · бял кон на бяло поле f3 · бяла пешка на черно поле g3 · бяла пешка на бяло поле a2 · бяла пешка на черно поле b2 · бяла пешка на бяло поле e2 · бяла пешка на черно поле f2 · бял офицер на бяло поле g2 · бяла пешка на черно поле h2 · бял топ на черно поле a1 · бял офицер на черно поле c1 · бяла дама на бяло поле d1 · бял топ на бяло поле f1 · бял цар на черно поле g1 · бял топ на бяло поле h1 | черен топ на бяло поле a8 · черен офицер на бяло поле c8 · черна дама на черно поле d8 · черен топ на черно поле f8 · черен цар на бяло поле g8 · черна пешка на бяло поле b7 · черна пешка на черно поле c7 · черна пешка на черно поле e7 · черна пешка на бяло поле f7 · черен офицер на черно поле g7 · черна пешка на бяло поле h7 · черна пешка на бяло поле a6 · черен кон на бяло поле c6 · черна пешка на черно поле d6 · черен кон на черно поле f6 · черна пешка на бяло поле g6 · бяла пешка на бяло поле c4 · бяла пешка на черно поле d4 · бял кон на черно поле c3 · бял кон на бяло поле f3 · бяла пешка на черно поле g3 · бяла пешка на бяло поле a2 · бяла пешка на черно поле b2 · бяла пешка на бяло поле e2 · бяла пешка на черно поле f2 · бял офицер на бяло поле g2 · бяла пешка на черно поле h2 · бял топ на черно поле a1 · бял офицер на черно поле c1 · бяла дама на бяло поле d1 · бял топ на бяло поле f1 · бял цар на черно поле g1 · бял топ на бяло поле h1 | черен топ на бяло поле a8 · черен офицер на бяло поле c8 · черна дама на черно поле d8 · черен топ на черно поле f8 · черен цар на бяло поле g8 · черна пешка на бяло поле b7 · черна пешка на черно поле c7 · черна пешка на черно поле e7 · черна пешка на бяло поле f7 · черен офицер на черно поле g7 · черна пешка на бяло поле h7 · черна пешка на бяло поле a6 · черен кон на бяло поле c6 · черна пешка на черно поле d6 · черен кон на черно поле f6 · черна пешка на бяло поле g6 · бяла пешка на бяло поле c4 · бяла пешка на черно поле d4 · бял кон на черно поле c3 · бял кон на бяло поле f3 · бяла пешка на черно поле g3 · бяла пешка на бяло поле a2 · бяла пешка на черно поле b2 · бяла пешка на бяло поле e2 · бяла пешка на черно поле f2 · бял офицер на бяло поле g2 · бяла пешка на черно поле h2 · бял топ на черно поле a1 · бял офицер на черно поле c1 · бяла дама на бяло поле d1 · бял топ на бяло поле f1 · бял цар на черно поле g1 · бял топ на бяло поле h1 | черен топ на бяло поле a8 · черен офицер на бяло поле c8 · черна дама на черно поле d8 · черен топ на черно поле f8 · черен цар на бяло поле g8 · черна пешка на бяло поле b7 · черна пешка на черно поле c7 · черна пешка на черно поле e7 · черна пешка на бяло поле f7 · черен офицер на черно поле g7 · черна пешка на бяло поле h7 · черна пешка на бяло поле a6 · черен кон на бяло поле c6 · черна пешка на черно поле d6 · черен кон на черно поле f6 · черна пешка на бяло поле g6 · бяла пешка на бяло поле c4 · бяла пешка на черно поле d4 · бял кон на черно поле c3 · бял кон на бяло поле f3 · бяла пешка на черно поле g3 · бяла пешка на бяло поле a2 · бяла пешка на черно поле b2 · бяла пешка на бяло поле e2 · бяла пешка на черно поле f2 · бял офицер на бяло поле g2 · бяла пешка на черно поле h2 · бял топ на черно поле a1 · бял офицер на черно поле c1 · бяла дама на бяло поле d1 · бял топ на бяло поле f1 · бял цар на черно поле g1 · бял топ на бяло поле h1 | черен топ на бяло поле a8 · черен офицер на бяло поле c8 · черна дама на черно поле d8 · черен топ на черно поле f8 · черен цар на бяло поле g8 · черна пешка на бяло поле b7 · черна пешка на черно поле c7 · черна пешка на черно поле e7 · черна пешка на бяло поле f7 · черен офицер на черно поле g7 · черна пешка на бяло поле h7 · черна пешка на бяло поле a6 · черен кон на бяло поле c6 · черна пешка на черно поле d6 · черен кон на черно поле f6 · черна пешка на бяло поле g6 · бяла пешка на бяло поле c4 · бяла пешка на черно поле d4 · бял кон на черно поле c3 · бял кон на бяло поле f3 · бяла пешка на черно поле g3 · бяла пешка на бяло поле a2 · бяла пешка на черно поле b2 · бяла пешка на бяло поле e2 · бяла пешка на черно поле f2 · бял офицер на бяло поле g2 · бяла пешка на черно поле h2 · бял топ на черно поле a1 · бял офицер на черно поле c1 · бяла дама на бяло поле d1 · бял топ на бяло поле f1 · бял цар на черно поле g1 · бял топ на бяло поле h1 | 4 |
| 3 | черен топ на бяло поле a8 · черен офицер на бяло поле c8 · черна дама на черно поле d8 · черен топ на черно поле f8 · черен цар на бяло поле g8 · черна пешка на бяло поле b7 · черна пешка на черно поле c7 · черна пешка на черно поле e7 · черна пешка на бяло поле f7 · черен офицер на черно поле g7 · черна пешка на бяло поле h7 · черна пешка на бяло поле a6 · черен кон на бяло поле c6 · черна пешка на черно поле d6 · черен кон на черно поле f6 · черна пешка на бяло поле g6 · бяла пешка на бяло поле c4 · бяла пешка на черно поле d4 · бял кон на черно поле c3 · бял кон на бяло поле f3 · бяла пешка на черно поле g3 · бяла пешка на бяло поле a2 · бяла пешка на черно поле b2 · бяла пешка на бяло поле e2 · бяла пешка на черно поле f2 · бял офицер на бяло поле g2 · бяла пешка на черно поле h2 · бял топ на черно поле a1 · бял офицер на черно поле c1 · бяла дама на бяло поле d1 · бял топ на бяло поле f1 · бял цар на черно поле g1 · бял топ на бяло поле h1 | черен топ на бяло поле a8 · черен офицер на бяло поле c8 · черна дама на черно поле d8 · черен топ на черно поле f8 · черен цар на бяло поле g8 · черна пешка на бяло поле b7 · черна пешка на черно поле c7 · черна пешка на черно поле e7 · черна пешка на бяло поле f7 · черен офицер на черно поле g7 · черна пешка на бяло поле h7 · черна пешка на бяло поле a6 · черен кон на бяло поле c6 · черна пешка на черно поле d6 · черен кон на черно поле f6 · черна пешка на бяло поле g6 · бяла пешка на бяло поле c4 · бяла пешка на черно поле d4 · бял кон на черно поле c3 · бял кон на бяло поле f3 · бяла пешка на черно поле g3 · бяла пешка на бяло поле a2 · бяла пешка на черно поле b2 · бяла пешка на бяло поле e2 · бяла пешка на черно поле f2 · бял офицер на бяло поле g2 · бяла пешка на черно поле h2 · бял топ на черно поле a1 · бял офицер на черно поле c1 · бяла дама на бяло поле d1 · бял топ на бяло поле f1 · бял цар на черно поле g1 · бял топ на бяло поле h1 | черен топ на бяло поле a8 · черен офицер на бяло поле c8 · черна дама на черно поле d8 · черен топ на черно поле f8 · черен цар на бяло поле g8 · черна пешка на бяло поле b7 · черна пешка на черно поле c7 · черна пешка на черно поле e7 · черна пешка на бяло поле f7 · черен офицер на черно поле g7 · черна пешка на бяло поле h7 · черна пешка на бяло поле a6 · черен кон на бяло поле c6 · черна пешка на черно поле d6 · черен кон на черно поле f6 · черна пешка на бяло поле g6 · бяла пешка на бяло поле c4 · бяла пешка на черно поле d4 · бял кон на черно поле c3 · бял кон на бяло поле f3 · бяла пешка на черно поле g3 · бяла пешка на бяло поле a2 · бяла пешка на черно поле b2 · бяла пешка на бяло поле e2 · бяла пешка на черно поле f2 · бял офицер на бяло поле g2 · бяла пешка на черно поле h2 · бял топ на черно поле a1 · бял офицер на черно поле c1 · бяла дама на бяло поле d1 · бял топ на бяло поле f1 · бял цар на черно поле g1 · бял топ на бяло поле h1 | черен топ на бяло поле a8 · черен офицер на бяло поле c8 · черна дама на черно поле d8 · черен топ на черно поле f8 · черен цар на бяло поле g8 · черна пешка на бяло поле b7 · черна пешка на черно поле c7 · черна пешка на черно поле e7 · черна пешка на бяло поле f7 · черен офицер на черно поле g7 · черна пешка на бяло поле h7 · черна пешка на бяло поле a6 · черен кон на бяло поле c6 · черна пешка на черно поле d6 · черен кон на черно поле f6 · черна пешка на бяло поле g6 · бяла пешка на бяло поле c4 · бяла пешка на черно поле d4 · бял кон на черно поле c3 · бял кон на бяло поле f3 · бяла пешка на черно поле g3 · бяла пешка на бяло поле a2 · бяла пешка на черно поле b2 · бяла пешка на бяло поле e2 · бяла пешка на черно поле f2 · бял офицер на бяло поле g2 · бяла пешка на черно поле h2 · бял топ на черно поле a1 · бял офицер на черно поле c1 · бяла дама на бяло поле d1 · бял топ на бяло поле f1 · бял цар на черно поле g1 · бял топ на бяло поле h1 | черен топ на бяло поле a8 · черен офицер на бяло поле c8 · черна дама на черно поле d8 · черен топ на черно поле f8 · черен цар на бяло поле g8 · черна пешка на бяло поле b7 · черна пешка на черно поле c7 · черна пешка на черно поле e7 · черна пешка на бяло поле f7 · черен офицер на черно поле g7 · черна пешка на бяло поле h7 · черна пешка на бяло поле a6 · черен кон на бяло поле c6 · черна пешка на черно поле d6 · черен кон на черно поле f6 · черна пешка на бяло поле g6 · бяла пешка на бяло поле c4 · бяла пешка на черно поле d4 · бял кон на черно поле c3 · бял кон на бяло поле f3 · бяла пешка на черно поле g3 · бяла пешка на бяло поле a2 · бяла пешка на черно поле b2 · бяла пешка на бяло поле e2 · бяла пешка на черно поле f2 · бял офицер на бяло поле g2 · бяла пешка на черно поле h2 · бял топ на черно поле a1 · бял офицер на черно поле c1 · бяла дама на бяло поле d1 · бял топ на бяло поле f1 · бял цар на черно поле g1 · бял топ на бяло поле h1 | черен топ на бяло поле a8 · черен офицер на бяло поле c8 · черна дама на черно поле d8 · черен топ на черно поле f8 · черен цар на бяло поле g8 · черна пешка на бяло поле b7 · черна пешка на черно поле c7 · черна пешка на черно поле e7 · черна пешка на бяло поле f7 · черен офицер на черно поле g7 · черна пешка на бяло поле h7 · черна пешка на бяло поле a6 · черен кон на бяло поле c6 · черна пешка на черно поле d6 · черен кон на черно поле f6 · черна пешка на бяло поле g6 · бяла пешка на бяло поле c4 · бяла пешка на черно поле d4 · бял кон на черно поле c3 · бял кон на бяло поле f3 · бяла пешка на черно поле g3 · бяла пешка на бяло поле a2 · бяла пешка на черно поле b2 · бяла пешка на бяло поле e2 · бяла пешка на черно поле f2 · бял офицер на бяло поле g2 · бяла пешка на черно поле h2 · бял топ на черно поле a1 · бял офицер на черно поле c1 · бяла дама на бяло поле d1 · бял топ на бяло поле f1 · бял цар на черно поле g1 · бял топ на бяло поле h1 | черен топ на бяло поле a8 · черен офицер на бяло поле c8 · черна дама на черно поле d8 · черен топ на черно поле f8 · черен цар на бяло поле g8 · черна пешка на бяло поле b7 · черна пешка на черно поле c7 · черна пешка на черно поле e7 · черна пешка на бяло поле f7 · черен офицер на черно поле g7 · черна пешка на бяло поле h7 · черна пешка на бяло поле a6 · черен кон на бяло поле c6 · черна пешка на черно поле d6 · черен кон на черно поле f6 · черна пешка на бяло поле g6 · бяла пешка на бяло поле c4 · бяла пешка на черно поле d4 · бял кон на черно поле c3 · бял кон на бяло поле f3 · бяла пешка на черно поле g3 · бяла пешка на бяло поле a2 · бяла пешка на черно поле b2 · бяла пешка на бяло поле e2 · бяла пешка на черно поле f2 · бял офицер на бяло поле g2 · бяла пешка на черно поле h2 · бял топ на черно поле a1 · бял офицер на черно поле c1 · бяла дама на бяло поле d1 · бял топ на бяло поле f1 · бял цар на черно поле g1 · бял топ на бяло поле h1 | черен топ на бяло поле a8 · черен офицер на бяло поле c8 · черна дама на черно поле d8 · черен топ на черно поле f8 · черен цар на бяло поле g8 · черна пешка на бяло поле b7 · черна пешка на черно поле c7 · черна пешка на черно поле e7 · черна пешка на бяло поле f7 · черен офицер на черно поле g7 · черна пешка на бяло поле h7 · черна пешка на бяло поле a6 · черен кон на бяло поле c6 · черна пешка на черно поле d6 · черен кон на черно поле f6 · черна пешка на бяло поле g6 · бяла пешка на бяло поле c4 · бяла пешка на черно поле d4 · бял кон на черно поле c3 · бял кон на бяло поле f3 · бяла пешка на черно поле g3 · бяла пешка на бяло поле a2 · бяла пешка на черно поле b2 · бяла пешка на бяло поле e2 · бяла пешка на черно поле f2 · бял офицер на бяло поле g2 · бяла пешка на черно поле h2 · бял топ на черно поле a1 · бял офицер на черно поле c1 · бяла дама на бяло поле d1 · бял топ на бяло поле f1 · бял цар на черно поле g1 · бял топ на бяло поле h1 | 3 |
| 2 | черен топ на бяло поле a8 · черен офицер на бяло поле c8 · черна дама на черно поле d8 · черен топ на черно поле f8 · черен цар на бяло поле g8 · черна пешка на бяло поле b7 · черна пешка на черно поле c7 · черна пешка на черно поле e7 · черна пешка на бяло поле f7 · черен офицер на черно поле g7 · черна пешка на бяло поле h7 · черна пешка на бяло поле a6 · черен кон на бяло поле c6 · черна пешка на черно поле d6 · черен кон на черно поле f6 · черна пешка на бяло поле g6 · бяла пешка на бяло поле c4 · бяла пешка на черно поле d4 · бял кон на черно поле c3 · бял кон на бяло поле f3 · бяла пешка на черно поле g3 · бяла пешка на бяло поле a2 · бяла пешка на черно поле b2 · бяла пешка на бяло поле e2 · бяла пешка на черно поле f2 · бял офицер на бяло поле g2 · бяла пешка на черно поле h2 · бял топ на черно поле a1 · бял офицер на черно поле c1 · бяла дама на бяло поле d1 · бял топ на бяло поле f1 · бял цар на черно поле g1 · бял топ на бяло поле h1 | черен топ на бяло поле a8 · черен офицер на бяло поле c8 · черна дама на черно поле d8 · черен топ на черно поле f8 · черен цар на бяло поле g8 · черна пешка на бяло поле b7 · черна пешка на черно поле c7 · черна пешка на черно поле e7 · черна пешка на бяло поле f7 · черен офицер на черно поле g7 · черна пешка на бяло поле h7 · черна пешка на бяло поле a6 · черен кон на бяло поле c6 · черна пешка на черно поле d6 · черен кон на черно поле f6 · черна пешка на бяло поле g6 · бяла пешка на бяло поле c4 · бяла пешка на черно поле d4 · бял кон на черно поле c3 · бял кон на бяло поле f3 · бяла пешка на черно поле g3 · бяла пешка на бяло поле a2 · бяла пешка на черно поле b2 · бяла пешка на бяло поле e2 · бяла пешка на черно поле f2 · бял офицер на бяло поле g2 · бяла пешка на черно поле h2 · бял топ на черно поле a1 · бял офицер на черно поле c1 · бяла дама на бяло поле d1 · бял топ на бяло поле f1 · бял цар на черно поле g1 · бял топ на бяло поле h1 | черен топ на бяло поле a8 · черен офицер на бяло поле c8 · черна дама на черно поле d8 · черен топ на черно поле f8 · черен цар на бяло поле g8 · черна пешка на бяло поле b7 · черна пешка на черно поле c7 · черна пешка на черно поле e7 · черна пешка на бяло поле f7 · черен офицер на черно поле g7 · черна пешка на бяло поле h7 · черна пешка на бяло поле a6 · черен кон на бяло поле c6 · черна пешка на черно поле d6 · черен кон на черно поле f6 · черна пешка на бяло поле g6 · бяла пешка на бяло поле c4 · бяла пешка на черно поле d4 · бял кон на черно поле c3 · бял кон на бяло поле f3 · бяла пешка на черно поле g3 · бяла пешка на бяло поле a2 · бяла пешка на черно поле b2 · бяла пешка на бяло поле e2 · бяла пешка на черно поле f2 · бял офицер на бяло поле g2 · бяла пешка на черно поле h2 · бял топ на черно поле a1 · бял офицер на черно поле c1 · бяла дама на бяло поле d1 · бял топ на бяло поле f1 · бял цар на черно поле g1 · бял топ на бяло поле h1 | черен топ на бяло поле a8 · черен офицер на бяло поле c8 · черна дама на черно поле d8 · черен топ на черно поле f8 · черен цар на бяло поле g8 · черна пешка на бяло поле b7 · черна пешка на черно поле c7 · черна пешка на черно поле e7 · черна пешка на бяло поле f7 · черен офицер на черно поле g7 · черна пешка на бяло поле h7 · черна пешка на бяло поле a6 · черен кон на бяло поле c6 · черна пешка на черно поле d6 · черен кон на черно поле f6 · черна пешка на бяло поле g6 · бяла пешка на бяло поле c4 · бяла пешка на черно поле d4 · бял кон на черно поле c3 · бял кон на бяло поле f3 · бяла пешка на черно поле g3 · бяла пешка на бяло поле a2 · бяла пешка на черно поле b2 · бяла пешка на бяло поле e2 · бяла пешка на черно поле f2 · бял офицер на бяло поле g2 · бяла пешка на черно поле h2 · бял топ на черно поле a1 · бял офицер на черно поле c1 · бяла дама на бяло поле d1 · бял топ на бяло поле f1 · бял цар на черно поле g1 · бял топ на бяло поле h1 | черен топ на бяло поле a8 · черен офицер на бяло поле c8 · черна дама на черно поле d8 · черен топ на черно поле f8 · черен цар на бяло поле g8 · черна пешка на бяло поле b7 · черна пешка на черно поле c7 · черна пешка на черно поле e7 · черна пешка на бяло поле f7 · черен офицер на черно поле g7 · черна пешка на бяло поле h7 · черна пешка на бяло поле a6 · черен кон на бяло поле c6 · черна пешка на черно поле d6 · черен кон на черно поле f6 · черна пешка на бяло поле g6 · бяла пешка на бяло поле c4 · бяла пешка на черно поле d4 · бял кон на черно поле c3 · бял кон на бяло поле f3 · бяла пешка на черно поле g3 · бяла пешка на бяло поле a2 · бяла пешка на черно поле b2 · бяла пешка на бяло поле e2 · бяла пешка на черно поле f2 · бял офицер на бяло поле g2 · бяла пешка на черно поле h2 · бял топ на черно поле a1 · бял офицер на черно поле c1 · бяла дама на бяло поле d1 · бял топ на бяло поле f1 · бял цар на черно поле g1 · бял топ на бяло поле h1 | черен топ на бяло поле a8 · черен офицер на бяло поле c8 · черна дама на черно поле d8 · черен топ на черно поле f8 · черен цар на бяло поле g8 · черна пешка на бяло поле b7 · черна пешка на черно поле c7 · черна пешка на черно поле e7 · черна пешка на бяло поле f7 · черен офицер на черно поле g7 · черна пешка на бяло поле h7 · черна пешка на бяло поле a6 · черен кон на бяло поле c6 · черна пешка на черно поле d6 · черен кон на черно поле f6 · черна пешка на бяло поле g6 · бяла пешка на бяло поле c4 · бяла пешка на черно поле d4 · бял кон на черно поле c3 · бял кон на бяло поле f3 · бяла пешка на черно поле g3 · бяла пешка на бяло поле a2 · бяла пешка на черно поле b2 · бяла пешка на бяло поле e2 · бяла пешка на черно поле f2 · бял офицер на бяло поле g2 · бяла пешка на черно поле h2 · бял топ на черно поле a1 · бял офицер на черно поле c1 · бяла дама на бяло поле d1 · бял топ на бяло поле f1 · бял цар на черно поле g1 · бял топ на бяло поле h1 | черен топ на бяло поле a8 · черен офицер на бяло поле c8 · черна дама на черно поле d8 · черен топ на черно поле f8 · черен цар на бяло поле g8 · черна пешка на бяло поле b7 · черна пешка на черно поле c7 · черна пешка на черно поле e7 · черна пешка на бяло поле f7 · черен офицер на черно поле g7 · черна пешка на бяло поле h7 · черна пешка на бяло поле a6 · черен кон на бяло поле c6 · черна пешка на черно поле d6 · черен кон на черно поле f6 · черна пешка на бяло поле g6 · бяла пешка на бяло поле c4 · бяла пешка на черно поле d4 · бял кон на черно поле c3 · бял кон на бяло поле f3 · бяла пешка на черно поле g3 · бяла пешка на бяло поле a2 · бяла пешка на черно поле b2 · бяла пешка на бяло поле e2 · бяла пешка на черно поле f2 · бял офицер на бяло поле g2 · бяла пешка на черно поле h2 · бял топ на черно поле a1 · бял офицер на черно поле c1 · бяла дама на бяло поле d1 · бял топ на бяло поле f1 · бял цар на черно поле g1 · бял топ на бяло поле h1 | черен топ на бяло поле a8 · черен офицер на бяло поле c8 · черна дама на черно поле d8 · черен топ на черно поле f8 · черен цар на бяло поле g8 · черна пешка на бяло поле b7 · черна пешка на черно поле c7 · черна пешка на черно поле e7 · черна пешка на бяло поле f7 · черен офицер на черно поле g7 · черна пешка на бяло поле h7 · черна пешка на бяло поле a6 · черен кон на бяло поле c6 · черна пешка на черно поле d6 · черен кон на черно поле f6 · черна пешка на бяло поле g6 · бяла пешка на бяло поле c4 · бяла пешка на черно поле d4 · бял кон на черно поле c3 · бял кон на бяло поле f3 · бяла пешка на черно поле g3 · бяла пешка на бяло поле a2 · бяла пешка на черно поле b2 · бяла пешка на бяло поле e2 · бяла пешка на черно поле f2 · бял офицер на бяло поле g2 · бяла пешка на черно поле h2 · бял топ на черно поле a1 · бял офицер на черно поле c1 · бяла дама на бяло поле d1 · бял топ на бяло поле f1 · бял цар на черно поле g1 · бял топ на бяло поле h1 | 2 |
| 1 | черен топ на бяло поле a8 · черен офицер на бяло поле c8 · черна дама на черно поле d8 · черен топ на черно поле f8 · черен цар на бяло поле g8 · черна пешка на бяло поле b7 · черна пешка на черно поле c7 · черна пешка на черно поле e7 · черна пешка на бяло поле f7 · черен офицер на черно поле g7 · черна пешка на бяло поле h7 · черна пешка на бяло поле a6 · черен кон на бяло поле c6 · черна пешка на черно поле d6 · черен кон на черно поле f6 · черна пешка на бяло поле g6 · бяла пешка на бяло поле c4 · бяла пешка на черно поле d4 · бял кон на черно поле c3 · бял кон на бяло поле f3 · бяла пешка на черно поле g3 · бяла пешка на бяло поле a2 · бяла пешка на черно поле b2 · бяла пешка на бяло поле e2 · бяла пешка на черно поле f2 · бял офицер на бяло поле g2 · бяла пешка на черно поле h2 · бял топ на черно поле a1 · бял офицер на черно поле c1 · бяла дама на бяло поле d1 · бял топ на бяло поле f1 · бял цар на черно поле g1 · бял топ на бяло поле h1 | черен топ на бяло поле a8 · черен офицер на бяло поле c8 · черна дама на черно поле d8 · черен топ на черно поле f8 · черен цар на бяло поле g8 · черна пешка на бяло поле b7 · черна пешка на черно поле c7 · черна пешка на черно поле e7 · черна пешка на бяло поле f7 · черен офицер на черно поле g7 · черна пешка на бяло поле h7 · черна пешка на бяло поле a6 · черен кон на бяло поле c6 · черна пешка на черно поле d6 · черен кон на черно поле f6 · черна пешка на бяло поле g6 · бяла пешка на бяло поле c4 · бяла пешка на черно поле d4 · бял кон на черно поле c3 · бял кон на бяло поле f3 · бяла пешка на черно поле g3 · бяла пешка на бяло поле a2 · бяла пешка на черно поле b2 · бяла пешка на бяло поле e2 · бяла пешка на черно поле f2 · бял офицер на бяло поле g2 · бяла пешка на черно поле h2 · бял топ на черно поле a1 · бял офицер на черно поле c1 · бяла дама на бяло поле d1 · бял топ на бяло поле f1 · бял цар на черно поле g1 · бял топ на бяло поле h1 | черен топ на бяло поле a8 · черен офицер на бяло поле c8 · черна дама на черно поле d8 · черен топ на черно поле f8 · черен цар на бяло поле g8 · черна пешка на бяло поле b7 · черна пешка на черно поле c7 · черна пешка на черно поле e7 · черна пешка на бяло поле f7 · черен офицер на черно поле g7 · черна пешка на бяло поле h7 · черна пешка на бяло поле a6 · черен кон на бяло поле c6 · черна пешка на черно поле d6 · черен кон на черно поле f6 · черна пешка на бяло поле g6 · бяла пешка на бяло поле c4 · бяла пешка на черно поле d4 · бял кон на черно поле c3 · бял кон на бяло поле f3 · бяла пешка на черно поле g3 · бяла пешка на бяло поле a2 · бяла пешка на черно поле b2 · бяла пешка на бяло поле e2 · бяла пешка на черно поле f2 · бял офицер на бяло поле g2 · бяла пешка на черно поле h2 · бял топ на черно поле a1 · бял офицер на черно поле c1 · бяла дама на бяло поле d1 · бял топ на бяло поле f1 · бял цар на черно поле g1 · бял топ на бяло поле h1 | черен топ на бяло поле a8 · черен офицер на бяло поле c8 · черна дама на черно поле d8 · черен топ на черно поле f8 · черен цар на бяло поле g8 · черна пешка на бяло поле b7 · черна пешка на черно поле c7 · черна пешка на черно поле e7 · черна пешка на бяло поле f7 · черен офицер на черно поле g7 · черна пешка на бяло поле h7 · черна пешка на бяло поле a6 · черен кон на бяло поле c6 · черна пешка на черно поле d6 · черен кон на черно поле f6 · черна пешка на бяло поле g6 · бяла пешка на бяло поле c4 · бяла пешка на черно поле d4 · бял кон на черно поле c3 · бял кон на бяло поле f3 · бяла пешка на черно поле g3 · бяла пешка на бяло поле a2 · бяла пешка на черно поле b2 · бяла пешка на бяло поле e2 · бяла пешка на черно поле f2 · бял офицер на бяло поле g2 · бяла пешка на черно поле h2 · бял топ на черно поле a1 · бял офицер на черно поле c1 · бяла дама на бяло поле d1 · бял топ на бяло поле f1 · бял цар на черно поле g1 · бял топ на бяло поле h1 | черен топ на бяло поле a8 · черен офицер на бяло поле c8 · черна дама на черно поле d8 · черен топ на черно поле f8 · черен цар на бяло поле g8 · черна пешка на бяло поле b7 · черна пешка на черно поле c7 · черна пешка на черно поле e7 · черна пешка на бяло поле f7 · черен офицер на черно поле g7 · черна пешка на бяло поле h7 · черна пешка на бяло поле a6 · черен кон на бяло поле c6 · черна пешка на черно поле d6 · черен кон на черно поле f6 · черна пешка на бяло поле g6 · бяла пешка на бяло поле c4 · бяла пешка на черно поле d4 · бял кон на черно поле c3 · бял кон на бяло поле f3 · бяла пешка на черно поле g3 · бяла пешка на бяло поле a2 · бяла пешка на черно поле b2 · бяла пешка на бяло поле e2 · бяла пешка на черно поле f2 · бял офицер на бяло поле g2 · бяла пешка на черно поле h2 · бял топ на черно поле a1 · бял офицер на черно поле c1 · бяла дама на бяло поле d1 · бял топ на бяло поле f1 · бял цар на черно поле g1 · бял топ на бяло поле h1 | черен топ на бяло поле a8 · черен офицер на бяло поле c8 · черна дама на черно поле d8 · черен топ на черно поле f8 · черен цар на бяло поле g8 · черна пешка на бяло поле b7 · черна пешка на черно поле c7 · черна пешка на черно поле e7 · черна пешка на бяло поле f7 · черен офицер на черно поле g7 · черна пешка на бяло поле h7 · черна пешка на бяло поле a6 · черен кон на бяло поле c6 · черна пешка на черно поле d6 · черен кон на черно поле f6 · черна пешка на бяло поле g6 · бяла пешка на бяло поле c4 · бяла пешка на черно поле d4 · бял кон на черно поле c3 · бял кон на бяло поле f3 · бяла пешка на черно поле g3 · бяла пешка на бяло поле a2 · бяла пешка на черно поле b2 · бяла пешка на бяло поле e2 · бяла пешка на черно поле f2 · бял офицер на бяло поле g2 · бяла пешка на черно поле h2 · бял топ на черно поле a1 · бял офицер на черно поле c1 · бяла дама на бяло поле d1 · бял топ на бяло поле f1 · бял цар на черно поле g1 · бял топ на бяло поле h1 | черен топ на бяло поле a8 · черен офицер на бяло поле c8 · черна дама на черно поле d8 · черен топ на черно поле f8 · черен цар на бяло поле g8 · черна пешка на бяло поле b7 · черна пешка на черно поле c7 · черна пешка на черно поле e7 · черна пешка на бяло поле f7 · черен офицер на черно поле g7 · черна пешка на бяло поле h7 · черна пешка на бяло поле a6 · черен кон на бяло поле c6 · черна пешка на черно поле d6 · черен кон на черно поле f6 · черна пешка на бяло поле g6 · бяла пешка на бяло поле c4 · бяла пешка на черно поле d4 · бял кон на черно поле c3 · бял кон на бяло поле f3 · бяла пешка на черно поле g3 · бяла пешка на бяло поле a2 · бяла пешка на черно поле b2 · бяла пешка на бяло поле e2 · бяла пешка на черно поле f2 · бял офицер на бяло поле g2 · бяла пешка на черно поле h2 · бял топ на черно поле a1 · бял офицер на черно поле c1 · бяла дама на бяло поле d1 · бял топ на бяло поле f1 · бял цар на черно поле g1 · бял топ на бяло поле h1 | черен топ на бяло поле a8 · черен офицер на бяло поле c8 · черна дама на черно поле d8 · черен топ на черно поле f8 · черен цар на бяло поле g8 · черна пешка на бяло поле b7 · черна пешка на черно поле c7 · черна пешка на черно поле e7 · черна пешка на бяло поле f7 · черен офицер на черно поле g7 · черна пешка на бяло поле h7 · черна пешка на бяло поле a6 · черен кон на бяло поле c6 · черна пешка на черно поле d6 · черен кон на черно поле f6 · черна пешка на бяло поле g6 · бяла пешка на бяло поле c4 · бяла пешка на черно поле d4 · бял кон на черно поле c3 · бял кон на бяло поле f3 · бяла пешка на черно поле g3 · бяла пешка на бяло поле a2 · бяла пешка на черно поле b2 · бяла пешка на бяло поле e2 · бяла пешка на черно поле f2 · бял офицер на бяло поле g2 · бяла пешка на черно поле h2 · бял топ на черно поле a1 · бял офицер на черно поле c1 · бяла дама на бяло поле d1 · бял топ на бяло поле f1 · бял цар на черно поле g1 · бял топ на бяло поле h1 | 1 |
|   | a | b | c | d | e | f | g | h |   |

Пано е световен шампион за юноши до 20 г. през 1953 г. Трикратен шампион на Аржентина в годините 1953, 1985 и 1992. Става гросмайстор на 20-годишна възраст. През кариерата си спечелва няколко международни турнира. Най-силно се представя на състезанията в Мар дел Плата, където печели международните през 1954 и 1969 (заедно с Мигел Найдорф) и откритите през 1986, 1988 и 1994 г. Заема първо място в Богота през 1958 г., оставайки зад себе си Уилям Ломбарди и Мигел Найдорф. През 1977 г. печели турнира в Лоун Пайн, Калифорния с 6,5/9 т., заедно с Юрий Балашов, Драгутин Шахович и Нона Гаприндашвили.
Допринася за развитието на шахмата с изследвания в областта на дебютите. Създава „вариант Пано“ на „Староиндийска защита“ – 1.d4 Kf6 2.c4 g6 3.Kc3 Og7 4.Kf3 d6 5.g3 0 – 0 6.Og2 Kc6 7.0 – 0 a6.